# モガミ
モガミ（Mogami、1976年5月18日 - 2004年10月16日）はフランス生まれの競走馬。父が名種牡馬リファール、牝系を遡ると名牝ラトロワンヌへと行き着く。競走馬としての実績は残せなかったが、種牡馬として大成した。シンボリ牧場の和田共弘と、メジロ牧場の北野豊吉の共同所有でフランスで走り、引退後の1981年に種牡馬として日本へ輸出された。

## 経歴

### 競走馬時代
通算成績は20戦3勝、おもな勝ち鞍がリステッド競走のフォール賞。競走馬としては一流とは言い難かった。1981年に競走馬を引退する。

### 種牡馬時代
引退後は日本のシンボリスタリオンステーションで種牡馬として繋養された。初年度の種付け数は32頭にとどまったが、初年度産駒からいきなり東京優駿（日本ダービー）優勝のシリウスシンボリを、2世代目には中央競馬牝馬三冠馬メジロラモーヌを送り出し、人気種牡馬になった。その後もGI優勝馬、重賞優勝馬を輩出し、種牡馬として大成功を収めた。
産駒の特徴としてはスタミナ豊富で勝負強い馬が多く、活躍馬の多くは中距離以上のレースで活躍している。またシンボリクリエンスやメジロマスキットのような障害競走の名馬を数多く出した。欠点としては切れる脚が使えないため上がりの早い競馬に対応できないこと、そして産駒の多くが気性の悪い馬ばかりだったことである。サンデーサイレンスが出てくるまではモガミの名前が気性難の代名詞的な使われ方をしていた。体型にも特徴があり、モガミ自身腹がぼてっとした馬だったがそれが仔に遺伝する事も多かった。2002年に種牡馬を引退、2004年10月16日に心不全のため死亡した。

## 主な産駒
太字は勝利したGⅠ級競走。
- 1982年産
  - シリウスシンボリ（東京優駿）
- 1983年産
  - メジロラモーヌ（桜花賞、優駿牝馬、エリザベス女王杯、報知杯4歳牝馬特別、サンケイスポーツ賞4歳牝馬特別、ローズステークス）
    - 1985年度最優秀3歳牝馬
    - 1986年度最優秀4歳牝馬
    - 顕彰馬

  - メジロアイガー（東京大障害）
- 1984年産
  - ユーワジェームス（ニュージーランドトロフィー4歳ステークス、有馬記念2着、菊花賞3着）
  - ナカミジュリアン（クイーンカップ）
- 1985年産
  - シンボリクリエンス（中山大障害（春・秋）、東京障害特別（春・秋））
    - 1991・1992年度最優秀障害馬

  - シンボリモントルー（中山大障害（秋））
  - メジロマスキット（中山大障害（秋）、東京障害特別（秋））
    - 1989年度最優秀障害馬

  - メジロワース（マイラーズカップ、中京障害ステークス3回）
- 1986年産
  - メジロモントレー（アルゼンチン共和国杯、アメリカジョッキークラブカップ、クイーンステークス、日刊スポーツ賞金杯）
- 1987年産
  - メジログッテン（中山大障害（春）、東京障害特別（春））
- 1989年産
  - レガシーワールド（ジャパンカップ、セントライト記念）
  - ローズムーン（中山大障害（秋））
  - グレイドショウリ（東京ダービー、東京王冠賞）
- 1990年産
  - ホッカイセレス（中山牝馬ステークス、府中牝馬ステークス）
  - メジロモネ（東国賞、ウインターステークス2着）
- 1994年産
  - マーベラスタイマー（アルゼンチン共和国杯、日経新春杯）
- 1996年産
  - ブゼンキャンドル（秋華賞）
- 1997年産
  - ヒノデラスタ（東京ダービー）

### ブルードメアサイアーとしての主な産駒
- 1990年産
  - インターマイウェイ（父ニッポーテイオー、産経大阪杯、函館記念）
  - スイートビクトリア（父ジャッジアンジェルーチ、北海道3歳優駿、ひまわり賞、全日本3歳優駿3着）
- 1991年産
  - パリスナポレオン（父メジロティターン、マーキュリーカップ）
  - ヤマキヨリーフ（父パドスール、RKC杯）
- 1992年産
  - パルブライト（父ペイザバトラー、新潟記念、函館記念、大井記念、東京3歳優駿牝馬）
  - ハシノタイユウ（父ブライアンズタイム、足利記念、しもつけさつき賞、弥生賞3着）
  - スイートイブン（父イブンベイ、北海道3歳優駿、北斗盃）
- 1993年産
  - メジロランバダ（父テリオス、日経新春杯、中山牝馬ステークス）
  - メジロファラオ（父アレミロード、中山グランドジャンプ）
  - ミドリタケル（父ダンスホール、かもしか賞）
- 1995年産
  - レガシーロック（父リズム、東京ハイジャンプ、小倉サマージャンプ）
- 1997年産
  - メジロマントル（父ヘクタープロテクター、鳴尾記念）
  - ビッグビクトリー（父ロイヤルアカデミーII、オールスターカップ）
- 1998年産
  - オイワケヒカリ（父ダンスインザダーク、フローラステークス）
  - ビックトップラン（父フォティテン、ららぽーと賞）
  - シンボリスナイパー（父サクラバクシンオー、OROカップ）
- 1999年
  - アイムクイーン（父シャーディー、サラ・プリンセス特別、新春ペガサスカップ、新緑賞）
  - テイエムアラシ（父アラジ、道営記念）
- 2000年産
  - ケージーチカラ（父アフリート、大井記念）
  - スオウライデン（父ワカオライデン、ハイセイコー記念）
  - ダイコーマリナ（父ワカオライデン、ゴールドウィング賞、読売レディス杯）
- 2001年産
  - メジロベイシンガー（父メジロライアン、新潟ジャンプステークス）
- 2002年産
  - キッズブルーム（父ピルサドスキー、ウイナーカップ）
  - ヤングブレイヴ（父メジロマックイーン、新春賞）
- 2003年産
  - ウインドファンタジ（父カコイーシーズ、園田ジュニアカップ、園田ユースカップ）
- 2004年産
  - コアレスレーサー（父ダイタクリーヴァ、みちのく大賞典）

## 血統表
| モガミの血統                       | モガミの血統                      | モガミの血統           | （血統表の出典）       | （血統表の出典） |
| 父系                               | リファール系                      | リファール系           | リファール系           | [ § 2 ]          |
| 父 Lyphard 1969 鹿毛               | 父の父Northern Dancer 1961 黒鹿毛 | Nearctic               | Nearco                 | Nearco           |
| 父 Lyphard 1969 鹿毛               | 父の父Northern Dancer 1961 黒鹿毛 | Nearctic               | Lady Angela            |                  |
| 父 Lyphard 1969 鹿毛               | 父の父Northern Dancer 1961 黒鹿毛 | Natalma                | Native Dancer          | Native Dancer    |
| 父 Lyphard 1969 鹿毛               | 父の父Northern Dancer 1961 黒鹿毛 | Natalma                | Almahmoud              |                  |
| 父 Lyphard 1969 鹿毛               | 父の母Goofed 1960 栗毛            | Court Martial          | Fair Trial             | Fair Trial       |
| 父 Lyphard 1969 鹿毛               | 父の母Goofed 1960 栗毛            | Court Martial          | Instantaneous          |                  |
| 父 Lyphard 1969 鹿毛               | 父の母Goofed 1960 栗毛            | Barra                  | Formor                 | Formor           |
| 父 Lyphard 1969 鹿毛               | 父の母Goofed 1960 栗毛            | Barra                  | La Favorite            |                  |
| 母 *ノーラック No Luck 1968 黒鹿毛 | 母の父Lucky Debonair 1962 鹿毛    | Vertex                 | The Rhymer             | The Rhymer       |
| 母 *ノーラック No Luck 1968 黒鹿毛 | 母の父Lucky Debonair 1962 鹿毛    | Vertex                 | Kanace                 |                  |
| 母 *ノーラック No Luck 1968 黒鹿毛 | 母の父Lucky Debonair 1962 鹿毛    | Fresh as Fresh         | Count Fleet            | Count Fleet      |
| 母 *ノーラック No Luck 1968 黒鹿毛 | 母の父Lucky Debonair 1962 鹿毛    | Fresh as Fresh         | Airy                   |                  |
| 母 *ノーラック No Luck 1968 黒鹿毛 | 母の母No Teasing 1957 黒鹿毛      | Palestinian            | Sun Again              | Sun Again        |
| 母 *ノーラック No Luck 1968 黒鹿毛 | 母の母No Teasing 1957 黒鹿毛      | Palestinian            | Dolly Whisk            |                  |
| 母 *ノーラック No Luck 1968 黒鹿毛 | 母の母No Teasing 1957 黒鹿毛      | No Fiddling            | King Cole              | King Cole        |
| 母 *ノーラック No Luck 1968 黒鹿毛 | 母の母No Teasing 1957 黒鹿毛      | No Fiddling            | Big Hurry              |                  |
| 母系(F-No.)                        | ラトロワンヌ系(FN:1-s)            | ラトロワンヌ系(FN:1-s) | ラトロワンヌ系(FN:1-s) | [ § 3 ]          |
| 5代内の近親交配                    | なし                              | なし                   | なし                   | [ § 4 ]          |
| 出典                               | 1. 2. 3. 4.                       | 1. 2. 3. 4.            | 1. 2. 3. 4.            | 1. 2. 3. 4.      |

近親
半姉Beronaire（父リベロ）の孫にTurgeon（アイリッシュセントレジャーほか）がいる。
全姉プリンセスリファードの孫にメジロパーマー（有馬記念、宝塚記念ほか）がいる。